# Trains-tramways
Des Trains-tramways composés d’une locomotive ordinaire de faible dimension remorquant une voiture à couloir aménagée pour permettre au conducteur de passer de la voiture à la machine et d'assister si nécessaire le mécanicien ont circulé de Lille à Tourcoing à partir de juillet 1885 puis sur 300 km d’autres lignes du réseau de la Compagnie du chemin de fer du Nord avec des trains de plusieurs voitures sur le même type d’aménagement. Ces trains desservaient des points d’arrêts sans installations spéciales ni personnel.
Cette formule qui permettait de réduire les dépenses de personnel et d’assurer une desserte plus fine des banlieues ou des petites localités disséminées sur les lignes diffère de celle contemporaine des trains-trams circulant sur des voies de tramways urbains.

## Trains-tramways de la banlieue de Paris-Nord

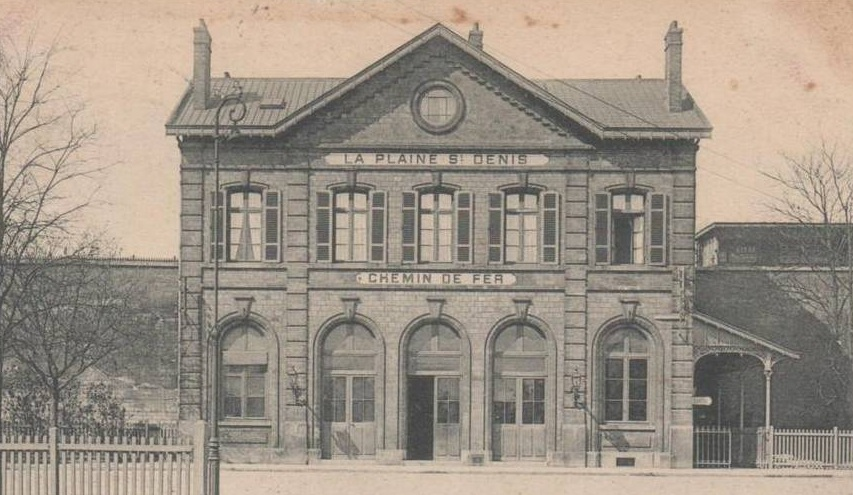
Gare de La-Plaine-tramways

La Compagnie du Nord inaugure en 1888 un service  similaire dans la banlieue Nord. Ce réseau était composé d’une ligne de la station de Saint-Ouen-les-Docks (quai de Seine) à la Plaine-Saint-Denis ouverte le 1er juillet 1888 étendue le  10 août 1888 jusqu’à  Pantin par une section de la Grande Ceinture, complétée par une liaison de Paris-Nord à Saint-Denis dotée d’une gare spéciale accolée à la gare du Nord rue du Faubourg-Saint-Denis à l’emplacement des services de la marée et du lait reporté de l’autre côté rue de Maubeuge.
La ligne fut prolongée des Docks de Saint-Ouen au Vieux Saint-Ouen (pont de Saint-Ouen) en 1898.
Les stations  distinctes à la Plaine-Saint-Denis éloignées de 200 m sur les lignes de Paris à Saint-Denis et de Saint-Ouen à Pantin sont fusionnées en 1900  sous le nom de gare de La Plaine-tramways pour assurer la correspondance. Située au milieu du faisceau des voies, elle était accessible par deux tunnels : l'un à l'ouest vers le chemin des Poissonniers et le cimetière parisien de Saint-Ouen à Saint-Ouen, l'autre à l'est vers le chemin des Petits-Cailloux, à Saint-Denis.

## Service
- De Paris à Saint-Denis trains toutes les 20 minutes de 6 h 50 le matin à 8 h 50 le soir;
- De Paris à Saint-Ouen  trains toutes les 20 minutes de 6 h 05 le matin à 9 h 05 le soir;
- De Saint-Ouen  à Pantin un train par heure de 6 h 02 le matin à 8 h 02 le soir[3].

## Matériel

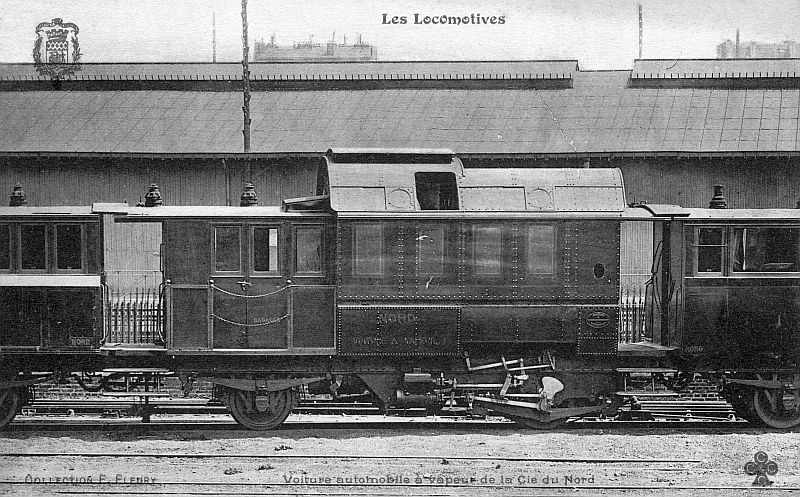
Rame des trains-tramways

Les rames formées de voitures des anciennes Compagnies de Lille à Valenciennes et de Frévent à Gamaches remorquées par des locomotives 030 T utilisées à l'ouverture du service sont remplacées en 1889 par des voitures spécialement conçues pour ce service composées d’une  caisse  unique de 24 m de 6 essieux  formées de 3 corps articulés alliant légèreté, grande capacité et facilité d’inscription dans les courbes à faible rayon.
De 1901 à 1909, la compagnie met en service 11 rames réversibles formées d’une motrice centrale entre deux voitures. Le mécanicien se tenait dans une cabine légèrement surélevée formée de deux postes de conduite de part et d’autre de la chaudière suivant le sens de la marche, possédant chacun un appareil de changement de marche et une commande du régulateur de distribution de la vapeur aux cylindres.
De vastes coffres permettaient de déposer les bagages d’où le surnom de ces rames, « cages à poules » ou « poupoules ».